# Guennadi Kazanski
Pour les articles homonymes, voir Kazanski.
Guennadi Kazanski (en russe : Казанский, Геннадий Сергеевич), né le 18 novembre 1910 (1er décembre 1910 dans le calendrier grégorien) à Voronej (Empire russe) et mort le 14 septembre 1983 en Union soviétique, est un réalisateur russe de l'époque soviétique.

## Biographie
Guennadi Kazanski naît le 18 novembre 1910 à Voronej. Il étudie l'histoire de l'art à l'Institut d'histoire de l'art de Leningrad et y obtient son diplôme en 1930. Il est professeur agrégé de la pratique des arts cinématographiques à l'Institut d'État russe des arts du spectacle. Sa carrière cinématographique commence en 1931, au studio de cinéma Lenfilm, d'abord comme assistant réalisateur, puis, à partie de 1937, en tant que réalisateur.
Pendant la guerre, avec d'autres employés de Lenfilm et de Mosfilm, il est évacué vers Almaty, où il travaille au studio de cinéma Kazakhfilm, puis à celui de Mosfilm.
En 1944, il retourne à Leningrad et continue de travailler chez Lenfilm. De 1946 à 1947, il est employé du Ashkhabad Film Studio, puis retourna à Lenfilm, où il travaille le restant de sa vie.
En 1956, il met en scène un film pour enfants, Le Vieux Khottabytch, basé sur le conte de fées de Lazar Lagin, qui remporte de nombreux prix dans des festivals internationaux.
Le film Le Tarzan des mers, co-réalisé avec Vladimir Chebotaryov, est le leader de la distribution soviétique en 1962 (65,5 millions de spectateurs). Le film est peu connu en Occident, mais est devenu un film culte en Union soviétique.
Guennadi Kazanski meurt le 14 septembre 1983. Il est enterré au cimetière Bogoslovskoïe à Leningrad.

## Filmographie
- 1937 : La Taïga en or (ru)[2] (Тайга золотая)
- 1952 : Rimski-Korsakov (Римский-Корсаков)
- 1953 : Un cœur ardent[3] (Горячее сердце)
- 1956 : Le Vieux Khottabytch (Старик Хоттабыч)
- 1959 : Cent roubles ne font pas… (ru)[4] (Не имей 100 рублей…)
- 1960 : Et c'est encore le matin[5] (И снова утро)
- 1962 : Le Tarzan des mers (Человек-амфибия)
- 1962 : L'Ange pécheur (ru)[6] (Грешный ангел)
- 1965 : Musiciens du même régiment (ru)[7] (Музыканты одного полка) co réalisé avec Pavel Kadotchnikov
- 1967 : La Reine des neiges (Снежная королева)
- 1970 : L'Angle de chute[8] (Угол падения (фильм))
- 1972 : Le Bataillon d'Ijora (ru)[9] (Ижорский батальон)
- 1974 : L'Héritier inconnu (ru)[10] (Незнакомый наследник)
- 1975 : Les Aventures de Macha et Vitia au Nouvel An (ru)[11], (Новогодние приключения Маши и Вити), coréalisé avec Igor Vladimirobitch Oussov (ru)
- 1979 : L'Ingénieur Graftio (ru)[12] (Инженер Графтио)